# 4-та ударна армія (СРСР)
Четве́рта уда́рна а́рмія (4 УдА) — загальновійськова армія у складі Збройних сил СРСР під час німецько-радянської війни з 25 грудня 1941 по 9 травня 1945.

## Історія

### Командування
- Командувачі:
  - генерал-полковник Єрьоменко А. І. (грудень 1941 — лютий 1942);
  - генерал-лейтенант Голиков П. І. (лютий — березень 1942);
  - генерал-майор, з травня 1942 Курасов В. В. (беерзень 1942 — квітень 1943);
  - генерал-майор Селезньов Д. М. (квітень — травень 1943);
  - генерал-майор, з жовтня 1943 генерал-лейтенант Швєцов В. І. (травень — грудень 1943);
  - генерал-лейтенант Малишев П. Ф. (грудень 1943 — до кінця війни).